# Терлано
Терлано (італ. Terlano) — муніципалітет в Італії, у регіоні Трентіно-Альто-Адідже,  провінція Больцано.
Терлано розташоване на відстані близько 530 км на північ від Рима, 55 км на північ від Тренто, 9 км на північний захід від Больцано.
Населення — 4282 особи (2014).
Щорічний фестиваль відбувається 5 червня. 

## Демографія
Населення за роками:

Станом на 1 січня 2023 року в муніципалітеті офіційно проживало 440 іноземців з 46 країн, серед них 205 громадян країн Євросоюзу та 17 громадян України.

## Сусідні муніципалітети
- Андріано
- Апп'яно-сулла-Страда-дель-Віно
- Больцано
- Гаргаццоне
- Мельтіна
- Наллес
- Сан-Дженезіо-Атезіно